# Rita la zanzara
Rita la zanzara è un musicarello del 1966 diretto da Lina Wertmüller (firmatasi però con lo pseudonimo di G. Brown).
La colonna sonora originale fu lanciata in vinile con tutte le canzoni dal film.
Il titolo richiama esplicitamente quello de La zanzara, storico giornale studentesco del liceo Parini di Milano, la cui redazione rimase coinvolta in una vicenda giudiziaria, che scandalizzò e divise la società italiana dell'epoca, proprio pochi mesi prima dell'uscita del film; in pratica, il periodico si vide denunciati e processati con l'accusa di stampa oscena e corruzione di minorenne tre suoi giovani giornalisti per via d'una loro inchiesta sulla vita sessuale dello studentato dell'istituto, dal quale però uscirono alla fine assolti.
Il film avrà un seguito nel 1967, Non stuzzicate la zanzara, anch'esso diretto da Lina Wertmüller (questa volta accreditata col suo vero nome).

## Trama
Rita è una studentessa liceale piuttosto ribelle; ama non corrisposta il suo professore di musica Paolo Randi. Insospettita dalla frequente sonnolenza del suo amato insegnante, scopre che l'uomo ha una doppia vita: di giorno compìto professore di musica classica, di notte scatenato esecutore di musica yéyé. Dopo varie traversie, Rita riesce a sostituirsi a Lida, cantante partner nella vita notturna del professore, ed a portare al successo la canzone composta da Paolo che si scopre innamorato della sua alunna.
La scena finale del film è stata girata all'interno di Edenlandia, il parco dei divertimenti di Napoli.

## Accoglienza

### Critica

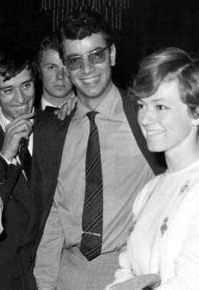
Rita Pavone con Carmelo Pagano al Festival delle Rose del 1966

" […] Fievole storiella rosa a uso e consumo delle esibizioni canore della torinese R. Pavone (1945) che non manca di brio" anche perché "Corredato da un'ottima squadra di caratteristi" .

### Pubblico
Il film ebbe un grande successo, con circa 980 milioni di Lire d'incasso.

## Altri titoli con cui è stato distribuito
- La Pícara Rita: Spagna
- Rita the Mosquito: Brasile

## Distribuzione in altre nazioni
- Aquarius TV per la TV greca